# العلاقات السلوفينية الكينية
العلاقات السلوفينية الكينية هي العلاقات الثنائية التي تجمع بين سلوفينيا وكينيا.

## مقارنة بين البلدين
هذه مقارنة عامة ومرجعية للدولتين:
| وجه المقارنة                                              | سلوفينيا                                                      | كينيا                         |
| --------------------------------------------------------- | ------------------------------------------------------------- | ----------------------------- |
| المساحة (كم2)                                             | 20.27 ألف                                                     | 581.31 ألف                    |
| عدد السكان (نسمة)                                         | 2.07 مليون                                                    | 48.47 مليون                   |
| الكثافة السكانية (ن./كم²)                                 | 102.12                                                        | 83.38                         |
| العاصمة                                                   | ليوبليانا                                                     | نيروبي                        |
| اللغة الرسمية                                             | اللغة السلوفينية، اللغة الإيطالية، لغة مجرية                  | اللغة السواحلية، لغة إنجليزية |
| العملة                                                    | يورو، تولار سلوفيني                                           | شيلينغ كيني                   |
| الناتج المحلي الإجمالي (بليون دولار)                      | 48.77 مليار                                                   | 74.94 مليار                   |
| الناتج المحلي الإجمالي (تعادل القوة الشرائية) بليون دولار | 66.01 مليار                                                   | 142.24 مليار                  |
| الناتج المحلي الإجمالي الاسمي للفرد دولار أمريكي          | 20.73 ألف                                                     | 1.38 ألف                      |
| الناتج المحلي الإجمالي للفرد دولار أمريكي                 | 30.40 ألف                                                     | 2.95 ألف                      |
| مؤشر التنمية البشرية                                      | 0.880                                                         | 0.548                         |
| رمز المكالمات الدولي                                      | +386                                                          | +254                          |
| رمز الإنترنت                                              | .si                                                           | .ke                           |
| المنطقة الزمنية                                           | توقيت وسط أوروبا، ت ع م+01:00، ت ع م+02:00، أوروبا/ليوبليانا ‏ | ت ع م+03:00                   |

## منظمات دولية مشتركة
يشترك البلدان في عضوية مجموعة من المنظمات الدولية، منها:
| علم المنظمة | اسم المنظمة                               | تاريخ انضمام سلوفينيا | تاريخ انضمام كينيا |
| ----------- | ----------------------------------------- | --------------------- | ------------------ |
|             | مؤسسة التنمية الدولية                     | 25 فبراير 1993        | 3 فبراير 1964      |
|             | يونسكو                                    | 27 مايو 1992          | 7 أبريل 1964       |
|             | وكالة ضمان الاستثمار متعدد الأطراف        | 19 مارس 1993          | 28 نوفمبر 1988     |
|             | الأمم المتحدة                             | 22 مايو 1992          | 16 ديسمبر 1963     |
|             | الفريق المعني برصد الأرض                  | ?                     | ?                  |
|             | الاتحاد البريدي العالمي                   | ?                     | ?                  |
|             | البنك الدولي للإنشاء والتعمير             | 25 فبراير 1993        | 3 فبراير 1964      |
|             | الاتحاد الدولي للاتصالات                  | 16 يونيو 1992         | 11 أبريل 1964      |
|             | منظمة حظر الأسلحة الكيميائية              | ?                     | ?                  |
|             | مؤسسة التمويل الدولية                     | 25 فبراير 1993        | 3 فبراير 1964      |
|             | المركز الدولي لتسوية المنازعات الاستشارية | 6 أبريل 1994          | 2 فبراير 1967      |
|             | منظمة التجارة العالمية                    | ?                     | 1995               |
|             | منظمة الشرطة الجنائية الدولية             | ?                     | ?                  |

## وصلات خارجية
- موقع وزارة الخارجية السلوفينية
- موقع وزارة الخارجية الكينية